# Mahabat Khan
Mahabat Khan — محابت خان en (urdú)— (? - 1634) fou un general mogol. El seu nom original era Zamana Beg i era fill de Ghayur Beg Kabuli un sayyid de la família Rizvi emigrat de Siraz a Kabul en temps d'Akbar, servint a l'exèrcit de Mirza Muhammad Hakim, governador mogol de Kabul, i a la mort del príncep Hakim el juliol de 1585, va anar a l'Índia per entrar al servei d'Akbar.
Zamana Beg va quedar al servei del príncep Salim, fill d'Akbar, en la cavalleria, arribant al grau de 500. Al pujar al tron Salim amb el nom de Jahangir a l'octubre del 1605, fou ascendit al grau de 2000 i llavors va rebre el títol de Mahabat Khan Khan-e-Khanan Sipah-Salar Zamana Beg Kabuli, sent nomenat bakhshi (tresorer) del patrimoni privat de l'emperador.
El 1608 va fer una campanya sense èxit contra Mewar però no fou obstacle per ser ascendit al grau de 4000/3000 el 1610. El 1615 va rebre el títol de du aspa sih aspa i fou destinat al Dècan, però va tenir diferències amb el príncep Khurram (futur Shah Jahan) i fou traslladat a Kabul. Quan Khurram es va revoltar el 1622, Mahabat Khan fou enviat al Dècan per reprimir la rebel·lió (1623), rebent llavors el grau més alt de l'exèrcit mogol per un noble, el de 7000. Sota el comandament nominal del príncep Parwiz, Mahabat Khan va enfrontar a Khurram al que va aconseguir derrotar posant fi a la revolta.
El 1625 fou nomenat com a governador de Bengala i allí se li van demanar comptes. L'emperadriu Nur Jahan el va acusar de conducta deslleial i va ordenar el seu retorn a la capital Lahore per ser jutjat. A causa de tot això Mahabat Khan va decidir passar a l'acció i el març de 1626 va iniciar un cop d'estat, marxant amb un exèrcit de rajputs cap al Panjab; les dones i fills dels rajputs anaven amb l'exèrcit per què si les coses anaven malament els rajputs haurien de lluitar fins a morir. Jahangir que s'estava dirigint a Kabul, estava acampat al riu Jhelum i Mahabat Khan va atacar el seu campament i es va apoderar de l'emperador. Nur Jahan però va aconseguir escapar; Asaf Khan, el seu influent germà, va dirigir els fugitius que no es van aturar fins a arribar a Attock (Atak). El príncep Shahryar, al que Nur Jahan donava suport per la successió, també va caure en mans de Mahabat. Nur Jahan veient que tot estava perdut va fer les paus amb Mahabat Khan i es va reunir amb el seu marit al campament. Mahabat Khan fou nomenat wakil per l'emperador. L'exèrcit imperial amb Jahangir i Mahabat Khan es va dirigir cap a Kabul i en arribar a Attock va fer presoner a Asaf Khan; Mahabat estava al cim del seu poder però l'acció encoberta de Nur Jahan i els seus partidaris en contra seva ja havia començat, i enfront dels seus enemics, Mahabat no tenia cap suport polític entre els dignataris i la cort; una bona part de les tropes rajputs més lleials van morir en unes lluites a Kabul, primer en un enfrontament localitzat en una zona de cacera (per una disputa sobre la pastura dels cavalls) i després en un revolta dels afganesos; el partit reial es reforçava i finalment Jahangir es va poder desfer de la tutela del wakil. Mahabat Khan va rebre ordes d'agafar la direcció de l'exèrcit imperial i marxar de Kabul cap al Sind a perseguir al príncep Khurram que estava intentant fugir a Pèrsia. Com a seguretat Mahabat s'havia emportat a Asaf Khan, un fill de Jahangair i dos nebots; però aviat es va adonar que no tenia cap suport i que només podia comptar amb uns dos mil homes que li eren fidels; sota la pressió de Nur Jahan i els seus, es va produir una reconciliació i Mahabat va deixar anar al seu enemic Asaf Khan, després als dos princeps i finalment al fill de l'emperador; Asaf Khan va aparèixer reunit amb l'emperador a Kabul, aportant la confusió total als seguidors de Mahabat Khan. Aquest, que avançava cap al sud seguit per les tropes reials (que de fet estaven controlades per l'emperador i Nur Jahan) va tenir notícies que Khurram havia fracassat en el seu intent de prendre Tatta al Sind i s'estava retirant cap al Dècan via Gujarat. Khuram en realitat havia decidit romandre a l'Índia quan va saber que el seu germà Parwiz, que era el seu principal competidor pel tron (altres dos germans eren massa joves), havia mort alcoholitzat a Burhanpur (17 d'octubre de 1626). Mahabat va desistir de seguir les ordes imperials i es va desplaçar a Rajputana, al Mewar, esperant esdeveniments i potser interceptar el tresor imperial que viatjava des de Bengala a Lahore. Mahabat Khan va oferir els seus serveis a Khurram, però no disposava de més que uns dos mil soldats. Nur Jahan, amb la influència recuperada, va fer nomenar a Khan-i Jahan Lodi com a comandant en cap i li va encarregar sotmetre als rebels.
Mort Jahangir el 8 de novembre de 1627 Shah Jahan va pujar al tron el gener del 1628 i llavors el va nomenar governador d'Ajmer i al cap de pocs mesos el va enviar a Dècan com a virrei. El 1629 fou nomenat governador de Delhi i el 1632 virrei del Dècan per segona vegada. El 1633 va aconseguir un gran èxit amb la conquesta de Daulatabad, però en canvi va fracassar davant Parenda el 1634 i fou destituït. Va morir molt poc després el mateix 1634 i fou enterrat a Delhi. El seu fill Aman Allah Husayni (Khan Zaman) fou un destacat cap de guerra i un altre fill, Lahrasp va ocupar diverses funcions sota els emperadors Shah Jahan i Aurangzeb i va rebre el títol patern de Mahabat Khan (II).